# Petter Øverby
Petter Øverby, född 26 mars 1992, är en norsk handbollsspelare som spelar som mittsexa för THW Kiel och det norska landslaget.

## Meriter i urval
Med landslag
- VM 2017 i Frankrike:  Silver
- VM 2019 i Tyskland/Danmark:  Silver
- EM 2020 i Sverige/Norge/Österrike:  Brons